# Бабинцева, Тамара Семёновна
Ба́бинцева Тама́ра Семёновна  (12 марта 1934 — 2 ноября 2022) — советская легкоатлетка, мастер спорта СССР международного класса.

## Биография
Родилась в деревне Воскресеновка Наруксовского района Горьковской области в многодетной семье. Отец Солуянов Семён Иванович, окончил ветеринарный техникум, слыл в деревне хорошим врачом. Во время Великой Отечественной воевал рядовым стрелком и 10.04.1942 погиб у деревни Клинцы Думиничского района Калужской области. Мать — Солунянова Мария Фёдоровна (урождённая Анохина), крестьянка.
В 1948 году Тамара поступает в химическое ремесленное училище № 7 в г. Дзержинске. В 1950 году во время учёбы в РУ стала заниматься спортом, выступая в соревнованиях по лыжам и бегу. С 1952 года поступает в Ленинградский техникум физической культуры и спорта (ЛТФКиС). В то время на отделении лёгкой атлетики в технике работали заслуженные мастера спорта Эдмунд Иссидорович Рохлин и Роберт Давыдович Люлько. И к периоду окончания Тамара выполнила первый спортивный разряд в беге на 800 м. После окончания ЛТФКиС в 1956 году поступает в Бакинский институт физической культуры, а в 1957 году переводится в Ленинградский Институт физической культуры им. П. Ф. Лесгафта. В 1959 году Бабинцева успешно окончила институт, ей была присвоена квалификация тренера — преподавателя по лёгкой атлетике.

## Спортивные достижения
- Член ДСО «Трудовые Резервы» (1949—1963)
- Член Спортивного клуба армии (1963—1969)
- Мастер спорта (1961)
- Почётный мастер спорта СССР (1965)
- Мастер спорта международного класса (1966)
- В сборной СССР по лёгкой атлетике с 1958 по 1969 гг.
- Ассистент кафедры физвоспитания ЛИАП (ныне — ГУАП) с 1969 по 1972 гг.
- Тренер по лёгкой атлетике ДСО «Трудовые Резервы» с 1972 по 1974 гг.
- Преподаватель техникума физической культуры профтехобразования с 1974 по 1990 гг.
- Отличник физической культуры (1975)
- Награждена почётным знаком «Л» Ленинградского комитета по физической культуре и спорту (1993)
- Чемпионка СССР, международных соревнований, матчевых встреч — 14 раз
- Призёр (2-3 места) таких же соревнований — 14 раз
- Подготовила МСМК — 1 человек (Н. Кузнецова), МС — 2 человека, КМС — 7 человек, 1 разряд — 10 человек.

## Чемпионка
- Первенство СССР — кросс (1960, 1961—1963, 1965, 1969)
- Спартакиада Народов СССР (1963), эстафета 3×800 м — рекорд Европы и мира
- Матч Олимпийских команд («Кубок Риги»), 800 м — повторение рекорда СССР
- Международные соревнования «Олимпийский день» (Берлин), 800 м (1964)
- Матчевая встреча Англия — СССР (Лондон, 1966), эстафета 3×800 м — рекорд Европы и мира
- Международные соревнования на кубок Баррентуса (Куба, 1968), 800 м
- Кросс на приз газеты «Юманите» (1961, 1963, 1964, 1965)

## Призёр
- Спартакиада Народов СССР, 800 м (1967)
- Первенство СССР по кроссу (1958, 1964, 1966, 1968)
- Первенство СССР, 800 м (1962, 1963, 1964, 1966)
- Кросс на приз газеты «Правда» (1964)
- Кросс на приз газеты «Юманите» (1960, 1962, 1966, 1967)
- Матч СССР — США (1964), 800 м
- Матч СССР — Англия (1966), 800 м
- Матч СССР — Польша (1966), 800 м

## Текущая деятельность
В настоящее время занимается активной общественной деятельностью: возглавляет практические занятия групп психофизической саморегуляции и самосовершенствования по методике Семёнова С. П..
Участник некоммерческого партнёрства «Банк личного бессмертия», Межрегиональной общественной организации «Оазис». Пропагандист здорового образа жизни.